# Gasthaus „Zum Schwarzen Bär“ (Dresden)

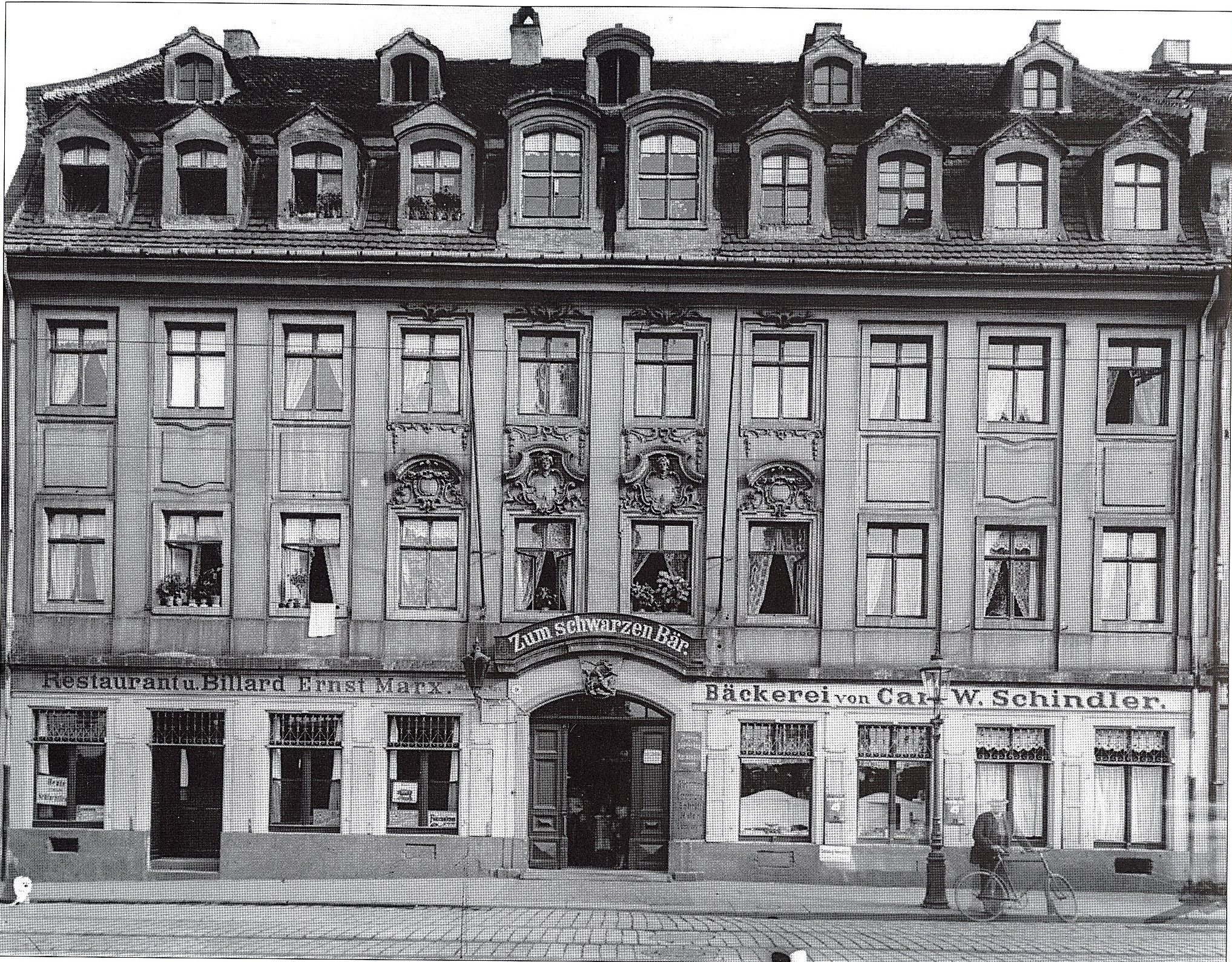
Terrassenufer 9, Dresden (Schwarzer Bär), um 1912

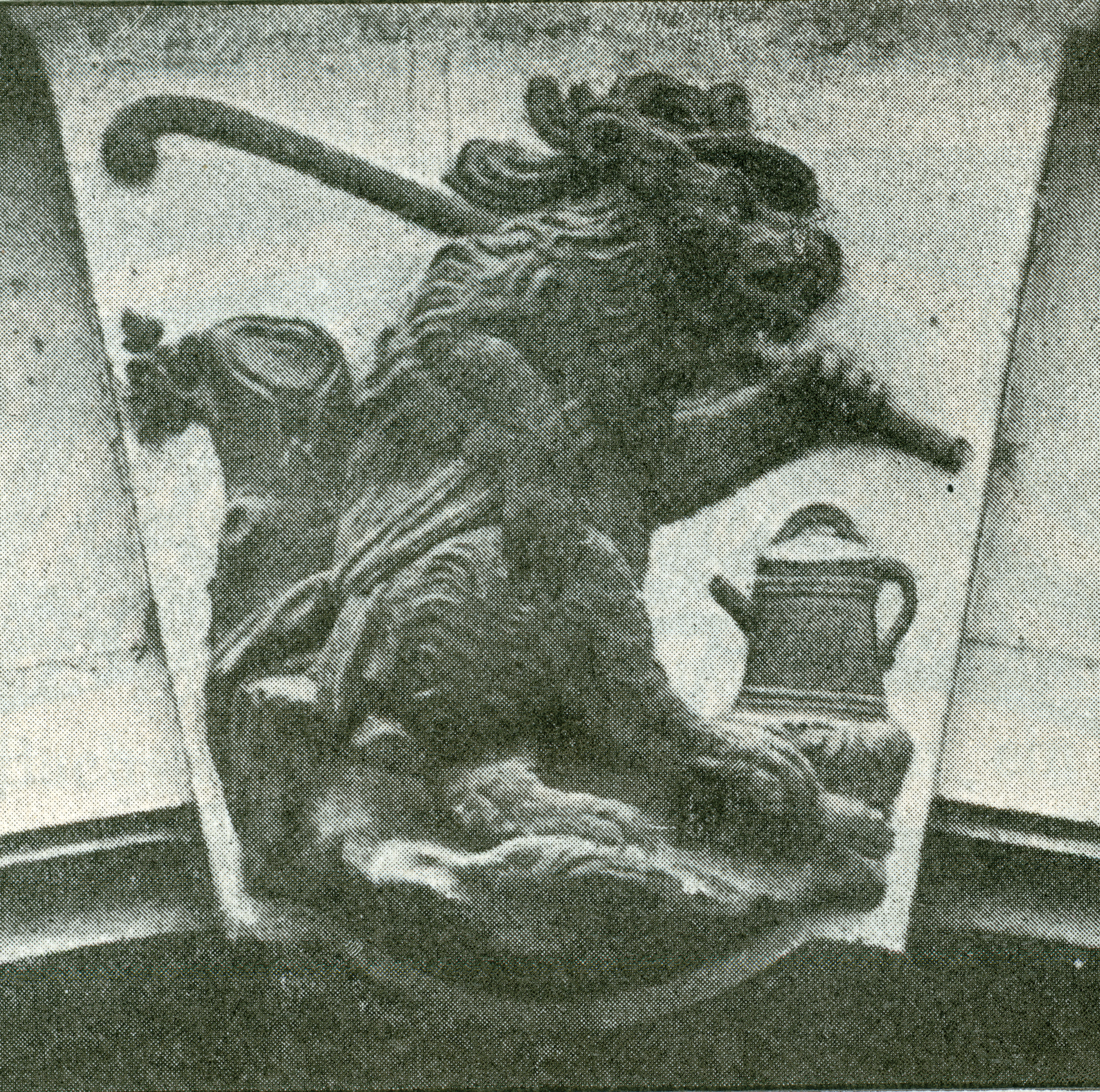
Schlussstein über dem Torbogen

Das Gasthaus „Zum Schwarzen Bär“ am Terrassenufer 9 in der Pirnaischen Vorstadt in Dresden wurde vermutlich vor dem Siebenjährigen Krieg (1756–1763) erbaut. 1747 beschwerte sich die Wirtin, Johanne Rosine Weber, über ihren Nachbarn Tiezent (Tießenten) wegen Betreibens einer Bewirtung. 1945 wurde das Haus zerstört.

## Beschreibung
Das Gebäude befand sich in der Pirnaischen Vorstadt Dresdens am Terrassenufer. Es stand an der stadtwärtigen Seite der gleichnamigen Uferstraße mit der Schaufassade zur Elbe, war zehn Fensterachsen breit und dreigeschossig. Laut der Beschreibung des Cornelius Gurlitt befand sich auf dem Schlussstein ein Relief, das einen an den Baum gebundenen Bären zeigte, der einen Federhut auf dem Kopf und einen Wanderstab über der linken Schulter trug; neben ihm eine Schleifkanne.

## Künstlerische Bedeutung
Das Gasthaus „Zum Schwarzen Bär“ gilt als das „vielleicht künstlerisch bedeutendste überlieferte Vorstadthaus“. Während Hermann Heckmann als Entwurfsarchitekten Johann George Schmiedt sieht, beschreibt Stefan Hertzig den Bau als „Meisterwerk“ des Johann Gottfried Findeisen.